# 3 Oddział Obserwacyjny
3 Oddział Obserwacyjny (niem. Beobachtungs-Abteilung 3) - jeden z niemieckich oddziałów obserwacyjnych okresu III Rzeszy. Sformowany 1 maja 1933 jako Abteilung B der Artillerie-Schule Jüterbog na poligonie Truppenübungsplatz Jüterbog w III Okręgu Wojskowym.
15 października 1935 przemianowany na Beobachtungs-Abteilung 3. W czasie pokoju stacjonował we Frankfurcie nad Odrą.

## Dowódcy
- Oberstleutnant Fischer
- Oberstleutnant Konitzky
- Major Buchner
- Hauptmann Bräuer
- Major Ostermann
- Major Wirsing
- Hauptmann Hoffmann
- Major Hedicke